# Spondylurus
Spondylurus is een geslacht van hagedissen uit de familie skinken (Scincidae).

## Naam en indeling
De wetenschappelijke naam van de groep werd voor het eerst voorgesteld door Leopold Fitzinger in 1826. De soorten behoorden lange tijd tot het geslacht Mabuya, waardoor de verouderde wetenschappelijke namen in de literatuur worden gebruikt. Er zijn zeventien soorten waarvan er 10 pas in 2012 voor het eerst wetenschappelijk zijn beschreven. In veel oudere literatuur wordt daarom een lager soortenaantal vermeld.

## Verspreiding en habitat
Alle soorten komen endemisch voor in delen van de Caraïben en leven op de eilandgroepen Amerikaanse Maagdeneilanden, Britse Maagdeneilanden, Haïti, Hispaniola, Jamaica, Puerto Rico, Saint Croix, Sint-Maarten en de Turks- en Caicoseilanden. Het zijn voornamelijk bewoners van subtropische bossen.

## Beschermingsstatus
Door de internationale natuurbeschermingsorganisatie IUCN is aan alle soorten een beschermingsstatus toegewezen. Een soort heeft de status 'gevoelig' (Near Threatened of NT) en drie soorten worden beschouwd als 'bedreigd' (Endangered of EN). Het overgrote deel van de groep -dertien soorten- wordt gezien als 'ernstig bedreigd' (Critically Endangered of CR).

## Soorten
Het geslacht omvat de volgende soorten, met de auteur en het verspreidingsgebied.
| Naam                      | Auteur                | Verspreidingsgebied                                 |
| ------------------------- | --------------------- | --------------------------------------------------- |
| Spondylurus anegadae      | Hedges & Conn, 2012   | Britse Maagdeneilanden                              |
| Spondylurus caicosae      | Hedges & Conn, 2012   | Turks- en Caicoseilanden                            |
| Spondylurus culebrae      | Hedges & Conn, 2012   | Puerto Rico                                         |
| Spondylurus fulgidus      | Cope, 1862            | Jamaica                                             |
| Spondylurus haitiae       | Hedges & Conn, 2012   | Haïti                                               |
| Spondylurus lineolatus    | Noble & Hassler, 1933 | Hispaniola                                          |
| Spondylurus macleani      | Mayer & Lazell, 2000  | Britse Maagdeneilanden                              |
| Spondylurus magnacruzae   | Hedges & Conn, 2012   | Saint Croix                                         |
| Spondylurus martinae      | Hedges & Conn, 2012   | Sint-Maarten                                        |
| Spondylurus monae         | Hedges & Conn, 2012   | Mona                                                |
| Spondylurus monitae       | Hedges & Conn, 2012   | Puerto Rico                                         |
| Spondylurus nitidus       | Garman, 1887          | Puerto Rico                                         |
| Spondylurus powelli       | Hedges & Conn, 2012   | Anguilla                                            |
| Spondylurus semitaeniatus | Wiegmann, 1837        | Amerikaanse Maagdeneilanden, Britse Maagdeneilanden |
| Spondylurus sloanii       | Daudin, 1803          | Amerikaanse Maagdeneilanden, Britse Maagdeneilanden |
| Spondylurus spilonotus    | Wiegmann, 1837        | Amerikaanse Maagdeneilanden                         |
| Spondylurus turksae       | Hedges & Conn, 2012   | Turks- en Caicoseilanden                            |